# Young Peaks
Young Peaks är en bergstopp i Antarktis. Den ligger i Östantarktis. Australien gör anspråk på området. Toppen på Young Peaks är 1 200 meter över havet.
Terrängen runt Young Peaks är varierad, och sluttar österut. Trakten är obefolkad. Det finns inga samhällen i närheten.